# Fotos Dzawelas

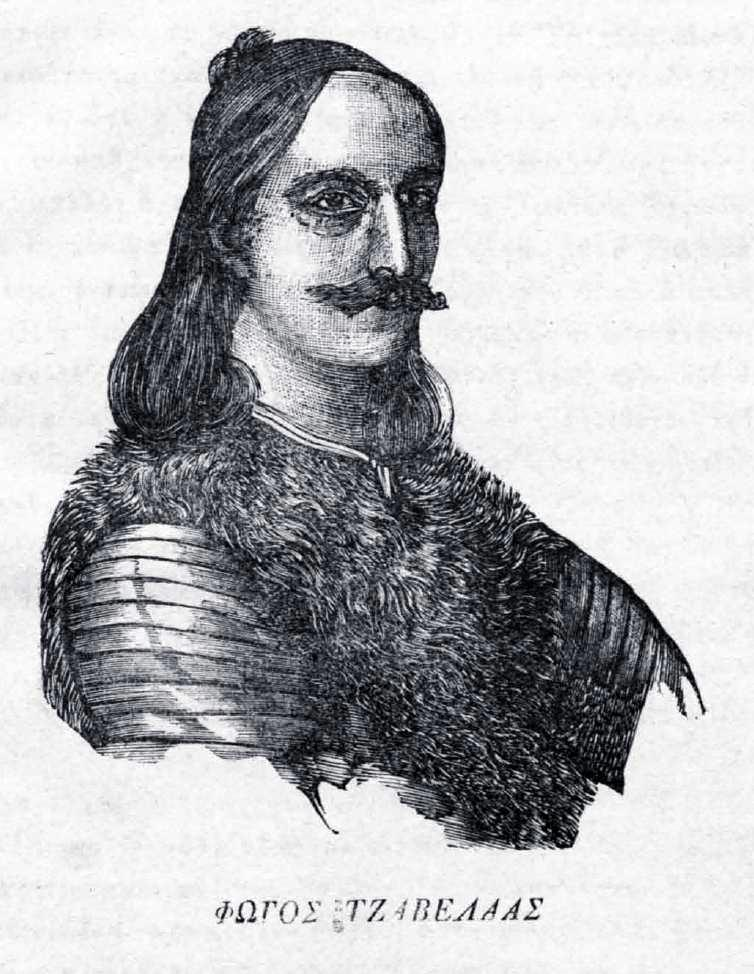
Fotos Dzawelas

Fotos Dzawelas, gr. Φώτος Τζαβέλας lub Φώτος Τζαβέλλας (ur. 1770 w Souli, zm. w listopadzie 1809 na Korfu) – przywódca Suliotów podczas obrony przed wojskami Ali Paszy. Jeden z synów Lambrosa Dzawelasa i Moscho Dzaweli (1760-1803).

## Życiorys
Fotos Dzawelas wraz z rodziną należał do Τζαβελαίοι (Dzawelasów) – klanu z Souli w Epirze. Jego ojciec Lambros Dzawelas był przywódcą Souli. W lecie 1792 roku młody Fotos wraz z 70 Suliotami pod dowództwem Lambrosa Dzawelasa spotkał się z wojskiem Alego Paszy w związku z zawarciem sojuszu Alim Paszą, co miały uświetnić zawody sportowe. Pod pretekstem tychże zawodów Sulioci zostali najpierw rozbrojeni, a następnie uwięzieni w Janinie. Fotos, mimo młodego wieku, podtrzymywał na duchu współwięźniów aż do zwycięstwa Suliotów i wymiany jeńców z Ali Paszą. Fotos został wodzem wojennej wspólnoty Souli po śmierci swego ojca Lambrosa. 2 czerwca 1800 r. Ali Pasza wprowadził wojska w okolice bliskie Souli i zajął bez walki 2 opuszczone wsie i obległ Kiafę. Dowodzeni przez Dzawelasa przerwali oblężenie, zabijając 3000 żołnierzy Alego, a tracąc 70 zabitych i około 100 rannych. W rezultacie Ali uciekł do Janiny. Po kilku miesiącach Ali powtórzył atak, ale znowu jego wojska zostały zdziesiątkowane. Wówczas Ali Pasza otoczył Suliotów, by wziąć ich głodem, ale Sulioci przez długie miesiące przerywali kordon jego wojsk. Początkowo odbywało się to w sposób zorganizowany. Później, gdy im zabrakło żywności i w dzień niepodobna im było przechodzić pod ogniem krzyżowym wojsk Alego, w nocy i w pojedynkę przekraczali kordon w ubiorach szarych futrzanych z kozy, pełznąc po ziemi, z nieczyszczoną bronią, by nie błyszczała, przesuwali się pod baszty, obsadzone armatami, tak iż oblegający nazywać ich zaczęli demonami nocy.
Po 10 miesiącach nie udało ich się złamać, lecz przez głód spadła ich odporność i chorowali. Wtedy Tzawellas przystał na propozycję zawieszenia broni pod warunkiem oddania 24 zakładników w ręce Alego, który ich uwięził w Janinie. Oblężenia jednak nie tylko nie przerwał, lecz podwoił liczbę oblegających. Po roku oblężenia Sulioci stracili ok. 100 osób. Wobec głodu i potrzeby dalszej obrony Dzawelas odesłał okaleczonych i starców na Korfu. Głód był jednak w oblężonej Kiafie tak duży, że Sulioci jedli trawę gotowaną z odrobiną mąki. Fotos posłał więc ok. 160 osób do niedalekiej Pargi po żywność, z którą powrócili mimo oblężenia. Na wieść o tym Ali Pasza wyznaczył tak surowe kary dla swego wojska, że doszło w nim do buntu i chwilowego sojuszu części Albańczyków z Suliotami. Ali przekupił jednak lub skłócił Albańczyków i zajął przez zdradę twierdzę Delwina oraz zabił część zakładników, szantażując rodziny pozostałych, w tym Dzawelasa. Wówczas Fotos przekazał władzę przybyłemu wtedy do Kiafy mnichowi Samuelowi, a sam walczył jako szeregowiec, wykazując się osobistym męstwem. W tym czasie Selim III nakazał Alemu rozejm z Suliotami, Ali zaś zażądał, by wygnali niezłomnego Fotosa i postawili Turkom twierdzę. Wysłał także do nich potencjalnego rywala Dzawelasa. Przy rozważaniu tych warunków Mnich Samuel udał się do Kunghi, a Fotos powiedział: Odejdę! – Dawszy tylekroć krew i życie ojczyźnie, nie chcę, szkodzić jej moją obecnością, ale przebóg, zachowajcie starannie skarb, który wam poruczam: wolność i ojczyznę. Po czym spalił dom, by nie stanął w nim wróg i zapowiedział powrót, gdy Sulioci będą go potrzebowali, po czym opuścił Kiafę. Ali natychmiast zaprosił go do siebie i zwlekał z rozejmem. Fotos był przeciwny swemu wyjazdowi do Janiny, ale za namowami Suliotów pojechał, by po wspaniałym przyjęciu usłyszeć od Alego Paszy żądanie poddania całego Souli. Fotos odmówił, ale zgodził się wyprowadzić z Kiafy tych, którzy zechcą z nim wyjść. Powróciwszy do Kiafy, opowiedział o podstępie Alego, i o tym, jak się zobowiązał powrócił do Janiny, tyle że sam. Natychmiast został uwięziony.
W tym czasie okręt francuski z pomocą dla Souli spowodował zmianę polityki Selima III, który rozkazał Alemu wyniszczyć Souli, wieś o tej nazwie padła przez zdradę. Fotos jeszcze raz w tym samym celu uwolniony postanowił wyprowadzić z Kiafy niezdolnych już do walki, lecz zamiar ten przejrzano, a Kiafa padła przez zdradę. Tylko Kunghi z mnichem Samuelem i Dzawelasem broniło się tak, że Ali Pasza znów wyjechał do Janiny. W Kunghi jednak zabrakło nie tylko żywności, ale i wody, i umierało tak wielu, że Sulioci zwrócili się do Dzawelasa o honorową kapitulację, a oblegający Kunghi Wely Pasza, syn Alego, na nią przystał pod warunkiem opuszczenia rodzinnych stron.
Mimo pościgu nakazanego przez Alego, Dzawelas wyprowadził większość Suliotów w połowie grudnia 1803 do Pargi, skąd odpłynęli na wygnanie na Korfu i inne wyspy Jońskie, gdzie wielu z nich znalazło służbę w tamtejszym wojsku. Fotos zmarł na Korfu w listopadzie 1809. Pogłoski głosiły, że został otruty na polecenie Ali Paszy przez jego agentów, albo przez suliockich rywali. Wiadomo, iż miał wtedy zaledwie 35 lat. W r. 1822 wielu Suliotów powróciło z wysp do kontynentalnej części Grecji i odegrało ważną rolę w greckiej walce o niepodległość.
Fotos miał dwu synów: starszy miał na imię Νικόλαος, w transkrypcji: Nikolajos (1790-1872), zaś młodszy Κίτσος, w transkrypcji: Kitsos (1800-1855). Obaj brali udział w walkach o niepodległość Grecji, Kitsos był później adiutantem króla Ottona oraz premierem Grecji.

## Upamiętnienie
Jego postać została przedstawiona upamiętniona pomnikami m.in. w rodzinnym Souli oraz w filmach:
- Zalongo, to kastro tis lefterias, w angielskiej wersji pt. Zalongo, the Fort of Freedom z r. 1959, w reżyserii Steliosa Tatasopoulosa, na podstawie scenariusza Teodorosa Tembosa, rolę Fotosa odtwarzał Dzawelas Karusos[28];
- Suliotes z r. 1972, w reżyserii Dimitrisa Papakonstadisa, na podstawie scenariusza Panosa Kontellisa i Mihalisa Peranthisa (autor powieści), rolę Photosa odtwarzał Christos Kalavrouzos[29].